# Francesca Durante
Francesca Durante (* 12. Februar 1997 in Genua) ist eine italienische Fußballtorhüterin.

## Karriere

### Klub
Sie begann ihre Karriere im Jahr 2012 bei Sarzanese und wechselte zur Saison 2013/14 zu CF Scalese. Ab der Spielzeit 2014/15 ging es weiter zu ACF Firenze, bis diese sich nach der Saison auflösten und den Startplatz an die AC Florenz vergaben. Bei diesen war sie noch lange aktiv, bis sie zur Saison 2020/21 zu Hellas Verona verliehen wurde. Dort verblieb sie aber nicht, sondern ist seit der Spielrunde 2021/22 bei Inter Mailand unter Vertrag. Von dort wurde sie 2024 wieder an den AC Florenz ausgeliehen.

### Nationalmannschaft
Mit der italienischen U17 nahm sie an der Europameisterschaft 2013 teil und hütete in allen Partien bis auf eine das Tor. Im Folgejahr war sie bei der Weltmeisterschaft dabei und erreichte mit ihrem Team den dritten Platz. Mit der U19 folgte im selben Jahr die Qualifikation für die Europameisterschaft im Jahr 2016, bei der Endrunde kam sie nicht zum Einsatz.
Am 6. Dezember 2015 kam sie zu ihrem Debüt für die A-Nationalmannschaft bei einer 0:2-Freundschaftsspielniederlage gegen die Volksrepublik China. Dort stand sie in der Startelf und wurde zur zweiten Halbzeit gegen Sabrina Tasselli ausgewechselt. Nachdem sie für die Europameisterschaft 2017 und die Weltmeisterschaft 2019 jeweils nicht nominiert wurde, folgte ihr nächster Einsatz zwischen den Pfosten erst im April 2021 bei einem Freundschaftsspiel. Dann kam sie auch bei der Qualifikation für die Weltmeisterschaft 2023 und beim Algarve-Cup 2022 zu ein paar Einsätzen. Für die Europameisterschaft 2022 erhielt sie ihre erste Nominierung, jedoch noch keinen Einsatz bei einem Turnier.
Am 2. Juli 2023 wurde sie schließlich für den finalen Kader bei der Weltmeisterschaft 2023 nominiert. Dort kam sie im ersten Gruppenspiel, bei einem 1:0-Sieg über Argentinien, zu ihrem Turnier-Debüt.

## Erfolge
- Team des Jahres der Serie A: 2021, 2023